# Écouflant
Écouflant é uma comuna francesa na região administrativa da Pays de la Loire, no departamento de Maine-et-Loire. Estende-se por uma área de 17,02 km². Em 2010 a comuna tinha 4 305 habitantes (densidade: 252,9 hab./km²).